# Коюнджу, Кязым
Кязым Коюнджу (тур. Kâzım Koyuncu, 7 ноября 1971 года — 25 июня 2005) — турецкий музыкант лазского происхождения, уроженец города Артвин, Турция. Исполнитель лазского фолк-рока и автор песен.

## Биография
В 1993 году основал фолк-рок группу Zuğaşi Berepe («Дети моря»), но в 2000 году она распалась. После этого Кязым приступил к записи двух сольных альбомов — Viya! в 2001 году и Hayde в 2004 году — которые оказались чрезвычайно популярными в Турции и Грузии.
В возрасте 33 лет Кязым умер от рака лёгких.

## Дискография

### В группе — Zuğaşi Berepe
- 1995: Va Mişkunan
- 1998: İgzas
- 1998: Bruxel Live

### В группе — Grup Dinmeyen
- 1996: Sisler Bulvarı

### Сольные альбомы
- 2001: Viya!
- 2004: Hayde
- 2006: Dünyada Bir Yerdeyim